# Бангура, Якоб
Якоб Бангура (фр. Jacob Bangoura; род. 1945) — гвинейский футболист, полузащитник. Участник летних Олимпийских игр 1968 года, Кубка африканских наций 1970, 1974 и 1976.

## Биография
Выступал за клуб «Хафия».
В 1968 году главный тренер национальной сборной Гвинеи Наби Камара вызвал Якоба на летние Олимпийские игры в Мехико. В своей группе Гвинея заняла последнее четвёртое место, уступив Колумбии, Мексики и Франции. Якоб Бангура на турнире в итоге так и не сыграл.
В 1970 году участвовал на Кубке африканских наций, который проходил в Судане. Сборная Гвинеи заняла предпоследнее третье место в своей группе, обогнав Конго и уступив Гане и Объединённой Арабской Республике. Бангура сыграл в двух играх данного турнира.
В 1974 году участвовал на Кубке африканских наций, который проходил в Египте. Сборная Гвинеи заняла предпоследнее третье место в своей группе, обогнав Маврикий и уступив Заиру и Конго. Бангура сыграл в трёх играх данного турнира.
На Кубке африканских наций 1976 года в Эфиопии сборная Гвинеи стала обладателем серебряных наград турнира. Уступив в финальном раунде команде Марокко. Якоб сыграл в шести матчах.

## Достижения
- Серебряный призёр Кубка африканских наций: 1976